# Yucca jaliscensis
Yucca jaliscensis là một loài thực vật có hoa trong họ Măng tây. Loài này được (Trel.) Trel. miêu tả khoa học đầu tiên năm 1920.

## Hình ảnh

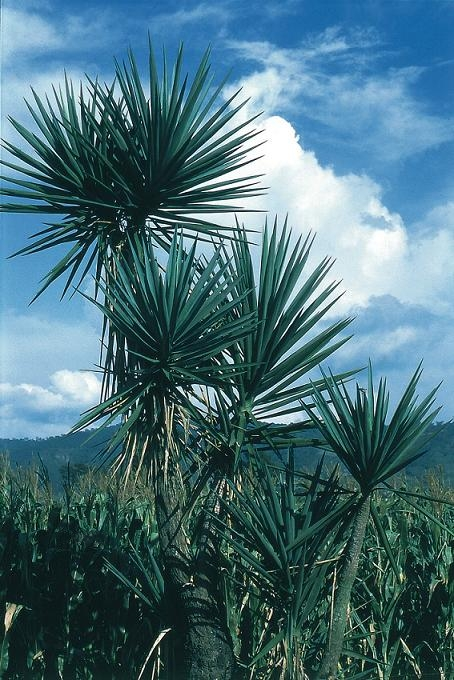
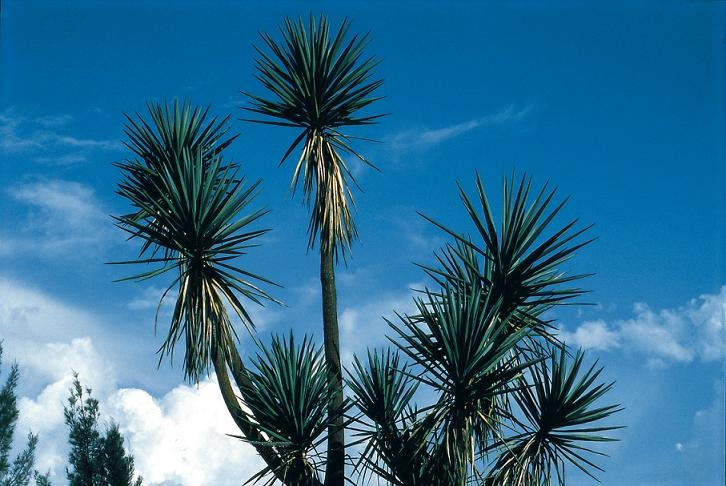